# قائمة الأفارقة بصافي الثروة
أغنى الأفارقة هو تصنيف سنوي لأغنى الأفارقة، يتم تجميعه ونشره من قبل مجلة الأعمال الأمريكية فوربس . تم نشر القائمة منذ عام 2015. تصدرت مؤسس مجموعة دانجوت جروب لأليكو دانغوتي قائمة 2018. في عام 2018, كان هناك 23 مليارديرًا أفريقيًا على القائمة. حذف الأفارقة ا لذين لا يقيمون في القارة (مثل إيلون ماسك) من قبل فوربس من القائمة.

## التصنيفات السنوية

### 2020
أصدرت مجلة فوربس قائمة المليارديرات لعام 2020 في 14 كانون الثاني 2020. أيضًا، توفر فوربس تحديثات يومية لصافي القيمة يعكس التغيير بحلول الساعة 5 مساءً بالتوقيت الشرقي من يوم التداول السابق.
| الرقم | اسم                      | العمر | الجنسية      | صافي قيمة (بالدولار)   | المصدر(s) من الثروة        |
| ----- | ------------------------ | ----- | ------------ | ---------------------- | -------------------------- |
| 1     | أليكو دانغوتي            | 63    | نيجيريا      | 8.3 مليار $            | مجموعة دانجوتي             |
| 2     | نيكي أوبنهايمر والعائلته | 74    | جنوب أفريقيا | 7.4 بليون دولار        | دي بيرز                    |
| 3     | ناصف ساويرس              | 59    | مصر          | 7.3 مليار دولار أمريكي | أوراسكوم كونستراكشون       |
| 4     | مايك أدينوجا             | 67    | نيجيريا      | 6.2 مليار دولار        | Globacom, Conoil           |
| 5     | يوهان روبرت والعائلته    | 69    | جنوب أفريقيا | 5.4 مليار دولار        | Richemont, Remgro          |
| 6     | يسعد ربراب والعائلته     | 76    | الجزائر      | 3.9 مليار دولار        | سيفيتال                    |
| 7     | محمد منصور               | 72    | مصر          | 3.3 مليار دولار        | مجموعة المنصور             |
| 8     | عبد الصمد ربيو           | 59    | نيجيريا      | 3.2 مليار دولار        | بوه المجموعة               |
| 9     | نجيب ساويرس              | 65    | مصر          | 3 مليارات دولار        | أوراسكوم للاستثمار القابضة |

### 2021
| الرقم | اسم                | صافي الثروة ( بالدولار الأمريكي ) | عمر | جنسية        | مصدر (مصادر) الثروة        |
| ----- | ------------------ | --------------------------------- | --- | ------------ | -------------------------- |
| 1     | أليكو دانغوتي      | 12 دولارًا مليار ▲                 | 61  | نيجيريا      | دانجوت جروب                |
| 2     | نيكي أوبنهايمر     | 7.7 دولار مليار ▲                 | 73  | جنوب إفريقيا | دي بيرز                    |
| 3▼    | ناصف ساويرس        | 7.2 دولار مليار ▲                 | 59  | مصر          | أوراسكوم كونستراكشون       |
| 4     | يوهان روبرت        | 6.8 دولار مليار ▲                 | 68  | جنوب إفريقيا | ريتشمونت، ريمجرو           |
| 5     | مايك أدينوجا       | 5.3 دولار مليار ▲                 | 65  | نيجيريا      | جلوباكوم، كونويل           |
| 6     | اسعد ربراب         | 4 دولارات مليار ▲                 | 74  | الجزائر      | سيفيتال                    |
| 7     | نجيب ساويرس        | 4 دولارات مليار ▲                 | 64  | مصر          | أوراسكوم للاستثمار القابضة |
| 8     | كوس بيكر           | 2.8 دولار مليار ▲                 | 65  | جنوب إفريقيا | ناسبرز                     |
| 9     | إيزابيل دوس سانتوس | 2.7 دولار مليار ▲                 | 45  | أنغولا       | الاستثمارات                |
| 9     | باتريس موتسيبي     | 2.7 دولار مليار ▲                 | 55  | جنوب إفريقيا | معادن قوس قزح الأفريقية    |

## روابط خارجية
- مليارديرات أفريقيا, فوربس
- المليارديرات في العالم, فوربس
- مؤشر قائمة الأغنياء, مجلة CEOWORLD
- أغنى الناس في إفريقيا, LocalFobs.com